# トワイラ・サープ

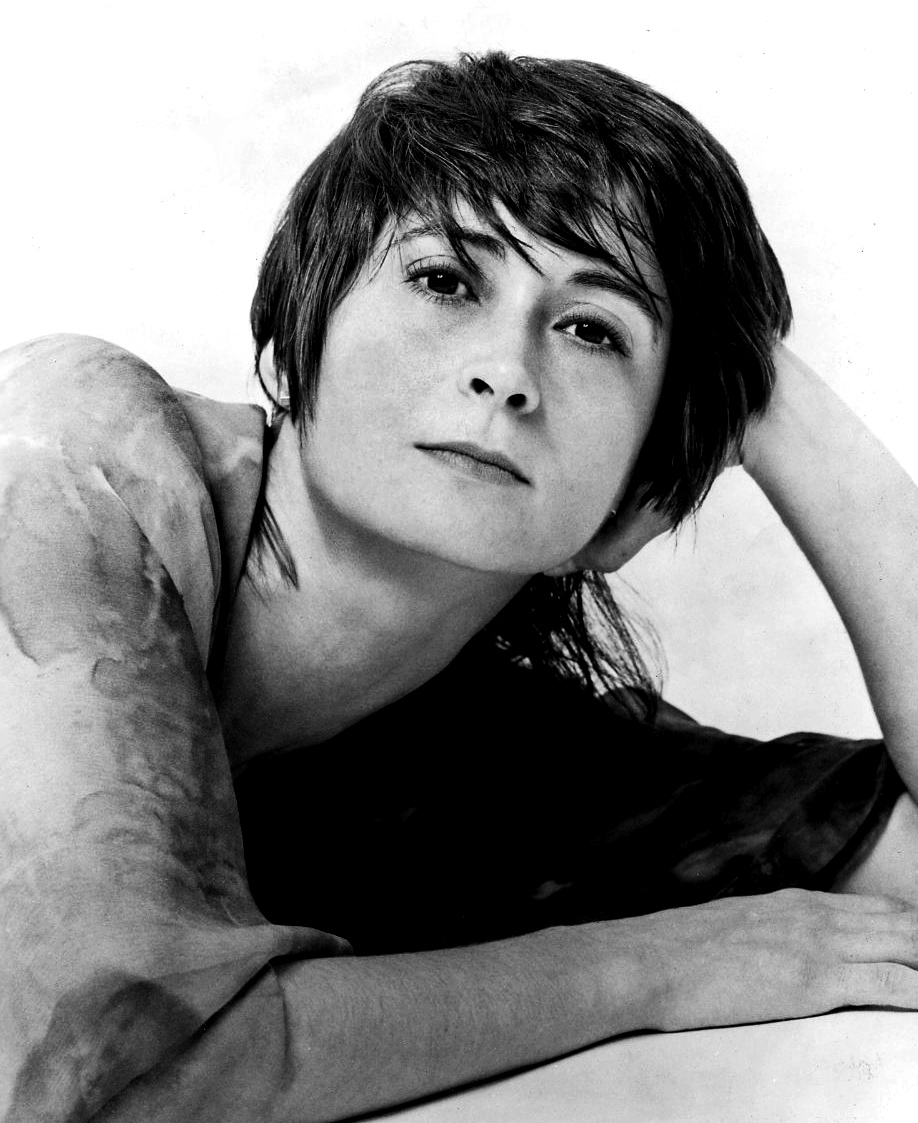
トワイラ・サープ（1981年）

トワイラ・サープ（Twyla Tharp,1941年7月1日 - ）は、アメリカ合衆国のダンサー、振付家、著作家である。幼少時から映画などのアメリカの大衆文化に接し、後年それらを自らの作風に反映させた。1963年にダンサーとしてのキャリアを始め、1965年に自身の舞踊団を立ち上げた。初期の作風は当時の前衛的な情勢を色濃く反映したもので、野外や画廊、体育館など通常の舞台空間ではない場所で上演され、ときには音楽を使わないこともあった。
やがて生育環境に由来する大衆文化の要素が作風に反映されるようになると、前衛的な立場から主流派へと自らの作風を変容させていった。ザ・ビーチ・ボーイズの曲を使った『デュース・クーペ』（en:Deuce Coupe、1973年）、ミハイル・バリシニコフの舞踊技巧とキャラクターを存分に生かした『プッシュ・カムズ・トゥ・ショヴ』（1976年）、フランク・シナトラの歌による『シナトラ・ソングス』（1982年）など、高い芸術性と娯楽性を両立させた作品が多くの観客から強く支持され、劇場に満員の観客を動員できるほどの人気を獲得した。
1988年にアメリカン・バレエ・シアター（ABT）の芸術参与を務めるために、自身の舞踊団の活動を一時停止した。ABTの他にもニューヨーク・シティ・バレエ団（NYCB）やパリ・オペラ座バレエ団、英国ロイヤル・バレエ団などとも共同作業を行った。
ショービジネスに対する鋭敏な感覚を持ち、観客を楽しませる才に長けたサープは、映画やブロードウェイ・ミュージカルなどの振付にも能力を発揮した。2018年5月24日にハーバード大学から芸術博士号を授与されたのを始め、受賞歴や博士号授与歴は数多い。

## 経歴

### 幼少期からカレッジ卒業まで
インディアナ州ポートランド (en) の生まれ。「トワイラ」（Twyla）という名は母親の発案で、インディアナ州で開催された「豚の呼び声コンテスト」の切り抜きに「Twila」という名を見つけ、それを劇場の看板でもっと映えるように綴りの「iをｙに変えた」という。サープの母親は、彼女が「唯一無二の存在」になることを望んでいたため、世間に1つしか存在しない名前をつけたのだった。
母親はプロの音楽家で、娘の音感を鍛えるためにピアノで音階を弾いて聞かせていた。後年になってサープは「（ピアノの）鍵盤の前で母の膝に座り、音楽を聴いていた」ことを「覚えている最初の創造的な瞬間」として挙げている。その後母親の導きによって、2歳からピアノを習い始めた。通常の勉学と並行して、フランス語、速記、演説法、バトン・トワリング、ハワイアン・タップ、ドラム、ヴィオラ、そしてバレエなども習い、ついにはそれらの学習に毎日15時間を費やしていた。バレエについては、アンナ・パヴロワ一座に在籍していた経歴を持つベアトリス・コルネットに師事している。
1951年に一家は、カリフォルニア州のサンバーナーディーノに移り住んだ。両親はこの地でドライブインシアターを経営していたため、幼年期の彼女は映画などのアメリカの大衆文化に接し、それは後年の作風に大きな影響を与えた。この地にはめぼしいコミュニティの類は存在せず、近隣の人々や遊び友達もいなかった。幼年期のサープは、双子の弟たちや妹からも孤立した生活を送っていた。弟妹たちは家の端に住み、サープはその反対側に住んでいた。これは彼女が自らに課した厳密な練習のスケジュールを1人で維持可能にするためで、後年彼女は「分離が私のDNAの一部である」と語っている。
当初は精神科医を志していて、カリフォルニア州クレアモントのポモナ・カレッジに入学した。やがて美術史専攻に進路を変更し、ニューヨークのバーナード・カレッジに編入して文学博士号を取得した。学生時代に2度結婚、2度離婚の経験があり、1子をもうけている。
バレエやダンスのレッスンには継続して取り組み、バレエをABT付属学校の他イーゴリ・シュヴェツォフ、マーガレット・クラスク、リチャード・トーマスなど、ジャズダンスをユージン・ルイス、マット・マトックスなど、モダンダンスではマーサ・グレアム、アルヴィン・ニコライ、エリック・ホーキンス、マース・カニングハム、ポール・テイラーなどに学んだ。

### 表現者の道へ
バーナード・カレッジを1963年に卒業した後は、進路として表現者への道を選んだ。ダンサーとしてテイラー率いるカンパニーに入団し、1965年まで在籍している。
テイラーのカンパニーを退団したサープは、1965年春に自身の舞踊団を立ち上げた。同年4月25日にハンター・カレッジで開催した初公演では、『タンク・ダイヴ』という小品1本のみを上演した。この作品は彼女自身とダンサーではない4人が出演するもので、全部で7分程度の長さであった。
キャリア初期の5年間ほどは、当時の前衛的な情勢を色濃く反映した作品が多かった。やがて生育環境に由来する大衆文化の要素が作風に反映されるようになると、伝統的なダンステクニックへの比重が増えていき、前衛から主流派へと変容していった。この時期に彼女は、モダン、社交ダンス、タップダンス、ジャズダンス、バレエなどさまざまなダンスのエッセンスを取り入れ、その技巧を自在に発揮させるスタイルを確立した。
1973年にジョフリー・バレエ団 (en) のために振り付けた『デュース・クーペ』はザ・ビーチ・ボーイズの曲を使った作品で、大成功を収めた。この作品でサープのスタイルは多くの観客に受け入れられ、彼女のキャリアにおける重要なターニング・ポイントの1つとなった。

### 広がる活躍の場

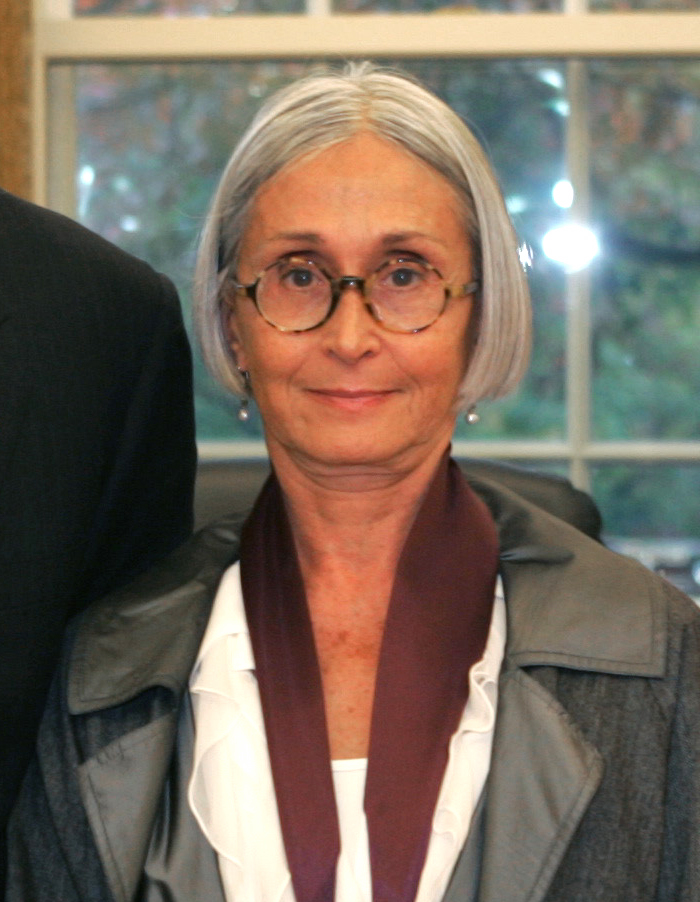
トワイラ・サープ（2004年）

サープは毎年のように話題作を発表し、振付家として注目される存在となった。テレビ界も彼女に注目し、『エイト・ジェリー・ロールズ』、『ザ・ビッグス・ピーセズ』（ともに1971年）、『スーズ・レッグ』（1975年）などのサープをフィーチャーした番組が制作された。
彼女は自身の舞踊団のみではなく、バレエカンパニーと積極的にコラボレーションを進めて、アメリカン・バレエ・シアター（ABT）やニューヨーク・シティ・バレエ団（NYCB）などとも仕事を始めた。ABTでの第1作『プッシュ・カムズ・トゥ・ショヴ』（1976年）では、ミハイル・バリシニコフの高度な舞踊技巧とユーモアセンスを存分に発揮させ、彼の最大の当たり役の1つになった。フランク・シナトラの歌を使った『シナトラ・ソングス』（1982年）では、優雅な社交ダンスのムーヴメントにスリリングなサポートを組み入れたものである。NYCBでは、1984年にジェローム・ロビンズとの共同振付で『ブラームス／ヘンデル』を発表した。
1970年代後半からは、商業映画やブロードウェイミュージカルにも活動の領域を広げた。映画では『ヘアー』（1978年）、『ラグタイム』（1981年）、『アマデウス』、『ホワイトナイツ/白夜』（ともに1985年）など、ブロードウェイミュージカル『雨に唄えば』（1985年）や『ムーヴィング・アウト』（2003年）でも振付を担当した。
1988年、ABTの芸術顧問として招聘されたのを機に、自身が率いる舞踊団の活動を一時停止した（ABTには1990年まで在任）。このとき舞踊団に所属していたエレイン・クドー（en:Elaine Kudo）やギル・ボッグスなどのダンサーもABTに入団した。ABTでは新作『イン・ジ・アッパー・ルーム』を振り付け、この作品は1989年の日本公演でも披露された。
パリ・オペラ座バレエ団、英国ロイヤル・バレエ団などとも共同作業を行い、ロイヤル・バレエ団のために振り付けた全幕バレエ『ミスター・ワールドリー・ワイズ』（1995年）で新境地を開いた。この作品は作曲家ジョアキーノ・ロッシーニの生涯をモチーフにしたもので、初演者は当時ロイヤルに在籍していた熊川哲也であった。
2015年、サープの舞踊生活50周年記念ツアー公演がアメリカ各地で開催された。この公演は9月のダラス公演を皮切りとして、アメリカ各地の17か所を巡るツアーであった。ツアーの千秋楽は11月22日にニューヨーク・リンカーンセンターのデイヴィッド・H・コーク劇場で行われた公演で、サープは2つの新作を披露した。
エミー賞2回、トニー賞を1回を始めとして受賞歴は数多い。サープは著作家でもあり、自伝『プッシュ・カムズ・トゥ・ショヴ』（1976年）を始め数冊の本を書いている。彼女はアメリカ芸術科学アカデミー会員およびアメリカ芸術文学アカデミーの名誉会員である。2018年5月24日、ハーバード大学はサープに芸術博士号を授与している。

## 作風の変遷と評価

### 初期の作風
サープは多作な振付家で、初期の前衛的な立場から始まって作風をさまざまに変容させながらも、2015年の時点でおよそ160作以上の作品を制作している。彼女自身は、いわゆるジャドソン・グループそのものとはほとんど関わりを持っていなかったが、初期の作品については彼らとの共通点が多く見受けられる。
サープは「ダンスとは何か」というポストモダンの命題を自らの方法論で探求し続け、その中から導き出された「（私は）どのように踊るべきか」という問いに回答を与えるべく模索し続けるプロセスの連続であった。サープはダンスにおける因習を打破する気概の持ち主ではあったが、同時にジャドソン・グループなどが拒否していたダンスの伝統や舞踊技巧にも敬意を払い、観客とつながる力を重要視した。
最初期の作品『タンク・ダイヴ』（1965年）は、ペトゥラ・クラークのヒット曲『ダウンタウン』を使った小品である。自らこの作品に出演したサープが長さが50センチメートルから60センチメートルにも及ぶ靴を履き、足の付け根から上体を直角に折り曲げている写真が残っている。
『リ＝ムーヴス』（1966年）や『ジャム』（1967年）などの作品は、ジャドソン記念教会を会場として演じられた。前者ではダンサーが巨大な箱に入って観客から見えない状態で終了し、後者では3人の女性ダンサーがストップウォッチを手に時間を計測しながら歩き回ったり手の中の卵を床に落下させたりという場面で構成されていた。
この時期の公演は通常の舞台空間ではなく、野外や画廊、体育館などで上演され、ときには音楽を使わないことさえあった。このようにサープの初期作品では、前衛的な傾向が色濃く出ていた。初期の作風について、舞踊評論家の上野房子はポスト・モダニズムとの共通点を指摘している。
前衛的な作品の最後のものとされるのは、1970年の『ザ・フーガ』という作品である。登場するダンサーは脚部にマイクを取りつけていて、それを通して聞こえる足音に合わせてステップをさまざまに変容させていくものであった。バッハの『音楽の捧げもの』から想を得たこの作品に登場する個々のフレーズは20カウントの長さで一見して単純なものであるが、対位法的に変容していくステップとリズムを視覚と聴覚を駆使して判別するのは容易ではない。この作品にみられるような、複雑で巧妙な構成が彼女の作風における一貫した特質である。

### 作風の変容と評価
経歴の節で既に述べたとおり、サープの転機となったのは『デュース・クーペ』（1973年）である。ロバート・ジョフリーが自身のバレエ団のために委嘱したこの作品は、クラシック・バレエのダンサーとサープの舞踊団のダンサーが同じ舞台に立ち、クラシック・バレエのアカデミックな振付を踊るダンサーの周囲で、他のダンサーたちがジャズやポピュラー文化の影響が濃いモダン・ダンスを踊るものである。サープは『デュース・クーペ』において、モダン・ダンスがバレエ界においても重要なポジションを持つことを体現してみせた。サープの作風は前衛的なものから正統派へと変容し、クラシック・バレエはもとより、モダン・ダンス、ジャズ・ダンスなどを自在に取り入れた娯楽作品を次々と作り始めた。
サープの最大の成功作は、『プッシュ・カムズ・トゥ・ショヴ』（1976年）である。バリシニコフの舞踊技巧を活かすためのショーケースでもあったこの作品で、彼女はクラシック・バレエの典型的ダンサーであったバリシニコフに「山高帽をかぶったお茶目な女たらし」のキャラクターを与え、彼のコミカルな面を存分に引き出した。
『プッシュ・カムズ・トゥ・ショヴ』の成功によって、サープは振付家としての名声と地位を確固たるものにした。前衛的な振付家だったサープの変容について「日和見主義」などと批判する意見も一部に出ていた。サープはそのような批判を意に介することことなく、世界各国の有名バレエ団に作品を提供し、ハリウッド映画やミュージカルの振付を手掛け、マスコミへの露出も多かった。彼女は「ダンス界のアメリカン・ドリームの体現者」という異名まで与えられるほどの成功を手にした。
サープはジョージ・バランシンを師と仰ぎ、その音楽性や作品の完成度に敬服していたが、実際には特に面識などはなかった。彼女は自らのイマジネーションの中でバランシンを自作の稽古場に招き入れ、バランシンの視点で自作の試みがどう評価されるかという自問自答を繰り返したという。
ショービジネスに対する鋭敏な感覚を持ち、観客を楽しませる才に長けたサープは、バレエとモダンダンスとのボーダーラインを乗り越えて新たなダンスの世界への道を切り開いた。サープがABTで振付を始めた頃は、バレエダンサーがモダンダンスを踊ることはほとんどなく、出演するダンサーと観客の双方が彼女の振付に戸惑いを隠せなかった。『プッシュ・カムズ・トゥ・ショヴ』の成功以後、現代のバレエダンサーたちのレパートリーにはモダンダンスやコンテンポラリーダンスが当然のように含まれることになった。

## 人物
サープには息子（学生時代の結婚でもうけた子）と孫がいる。サープは小柄な女性であるが、野心と向上心に富み、頭脳明晰で話術にも長けている。ダンスへの不変の情熱に支えられた彼女は、いわゆる昔気質の芸術家肌の人物ではなく、ダンスやバレエに留まらず映画やミュージカル、テレビ番組なども表現の手段として平等に扱ってきた。
2003年の自著『クリエイティブな習慣 右脳を鍛える32のエクササイズ』で、サープはもっとも尊敬するアーティストとして「モーツァルト、バッハ、ベートーヴェン、バランシン、レンブラント」の名を挙げた。その理由として「彼らは切望し、取り組み、成熟した。（中略）彼らの仕事は、最後には始めたところからはるか遠くまで辿り着いた」と語っている。
「作風の変遷と評価」で述べたとおり、サープは多作な振付家である。サープがようやく「振付の達人」の境地に達したと自任したのは、2000年の作品『ブラームスとハイドンのヴァリエーション』で、彼女が58歳のときであった。当時の心境について、前掲書で「ついに私は、心のなかで見ることができるものと、実際に舞台上でできることの間のギャップを埋めるスキルを手にしたのだ」と記述している。

## 主要作品

### ダンス・バレエ作品
- 『タンク・ダイヴ』（Tank Dive、1965年）[4]
- 『リ＝ムーヴス』（Re-Moves、1966年）[4]
- 『ジャム』（Jam、1967年）[4]
- 『ザ・フーガ』（Fugue, The、1970年）[4]
- 『デュース・クーペ』（Deuce Coupe、1973年）[4][2]
- 『プッシュ・カムズ・トゥ・ショヴ』（Push Comes To Shove、1976年）[4][2]
- 『シナトラ・ソングス』（Sinatra Songs、1982年）[4][2]
- 『ブラームス／ヘンデル』（Brahms/Handel、ジェローム・ロビンズとの共同振付、1984年）[4][2]
- 『イン・ジ・アッパー・ルーム』（In The Upper Room、1986年）[4][2]
- 『グラン・パ 聖人たちのリズム』（Grand Pas: Rhythm of the Saints、1991年）[4][2]
- 『ミスター・ワールドリー・ワイズ』（Mr. Worldly Wise、1995年）[4][16]
- 『ベートーヴェン第7番』（Beethoven Seventh、2000年）[4][14]
- 『ブラームスとハイドンのヴァリエーション』（The Brahms/Haydn Variations aka: Variations on a Theme by Haydn、2000年）[4][25][26]
- 『カム・フライ・アウェイ』（en:Come Fly Away、2010年）[27]
- 『お姫様とゴブリンの物語』（The Princess and The Goblin、2012年） [28]
- 『ファースト・ファンファーレ』（First Fanfare、2015年）[17]
- 『プレリュード・アンド・フーゲ』（PRELUDES AND FUGUES、2015年）[17]

### 映画（振付）
- 『ヘアー』（ミロス・フォアマン監督、1979年）[4][2]
- 『ラグタイム』（ミロス・フォアマン監督、1984年）[4][2]
- 『アマデウス』（ミロス・フォアマン監督、1984年）[4][2]
- 『ホワイトナイツ/白夜』（テイラー・ハックフォード監督、1985年）[4][2]

### テレビ番組
- 『エイト・ジェリー・ロールズ』（Eight Jelly Rolls、1971年）[4][2]
- 『ザ・ビッグス・ピーセズ』（The Bix Pieces、1971年）[4][2]
- 『スーズ・レッグ』（Sue's Leg、1975年）[4][2]

### ミュージカル・ブロードウェイショー
- 『雨に唄えば』（Singin' in the Rain、音楽：ナシオ・ハーブ・ブラウン、1985年）[4][2]
- 『ムーヴィング・アウト』（Movin' Out、音楽：ビリー・ジョエル、2003年）[6][9]